# 港鐵巴士T1線
港鐵巴士T1綫是港鐵一條已停辦的臨時循環巴士路綫，往來天水圍站及天恆邨。

## 歷史
- 2009年9月1日：T1投入服務，班次是20分鐘一班。
- 2009年10月5日：T1調整班次至25分鐘一班。
- 2009年12月7日：T1調整班次至30分鐘一班。
- 2010年4月23日：此綫最後一天提供服務。
- 2010年4月26日：由於第六輛輕鐵南京浦鎮車輛（編號1115）投入服務，本綫按照計劃在即日起正式取消，不再提供服務。

## 收費
- 全程收費：$3.7
- 小童或長者：$1.8
- 學生或殘疾人士（只限八達通）：$1.8 
  - 此線所有巴士均接受八達通卡付款；上車付款，不設找續。

## 八達通轉乘優惠
乘客憑同一張八達通卡，可享有以下轉乘優惠：
西鐵綫或輕鐵乘客於出站後60分鐘內轉乘本線，可免費乘車。 
本線乘客於上車後60分鐘內，轉乘西鐵綫或輕鐵時，可扣減第一程車資。 
持有有效屯門—南昌全月通、屯門—紅磡全月通或屯門—南昌全日通車票，可免費乘搭本線。

## 途經街道
天水圍站總站→天逸邨逸潭樓→天逸邨逸洋樓→天秀路公園→天秀路→天恒→香港青年協會李兆基書院→天葵路→天華路→天影路→屏廈路→天水圍站總站

## 特別之處
- 由城巴派車，港鐵營運。
- 由城巴司機駕車。